# Pilów
Pilów [ˈpiluf] là một khu định cư ở khu hành chính của Gmina Mirosławiec, thuộc hạt Wałcz, Tây Pomeranian Voivodeship, ở phía tây bắc Ba Lan.
Trước năm 1945, khu vực này là một phần của Đức. Khu định cư có dân số 13 người.